# John Ford Stock Company
 (janvier 2019).
Si vous disposez d'ouvrages ou d'articles de référence ou si vous connaissez des sites web de qualité traitant du thème abordé ici, merci de compléter l'article en donnant les références utiles à sa vérifiabilité et en les liant à la section « Notes et références ».
La John Ford Stock Company est un groupe d'acteurs ayant souvent participé dans les différents films du réalisateur américain John Ford. Le plus célèbre d'entre eux fut John Wayne, qui joua dans vingt-quatre films pour le cinéaste. Les autres membres furent :
Jack Pennick – 41 films, 1 épisode TV

Francis Ford (frère du réalisateur) – 32 films

Harry Carey – 27 films

John Wayne – 24 films, 3 épisodes TV

Ward Bond – 24 films, 2 épisodes TV

Harry Tenbrook – 26 films

J. Farrell MacDonald – 25 films

Vester Pegg – 23 films

Mae Marsh – 17 films, 1 épisode TV

Frank Baker – 17 films

Duke Lee – 16 films

Joe Harris – 14 films

Danny Borzage – 13 films

Hoot Gibson – 13 films

Willis Bouchey – 9 films, 3 épisodes TV

John Carradine – 11 films, 1 épisode TV

Ken Curtis – 11 films, 1 épisode TV

William Henry – 11 films, 1 TV épisode

Victor McLaglen – 12 films

George O'Brien – 12 films

Molly Malone – 11 films

Harry Carey Jr. – 9 films, 1 épisode TV

Sam Harris – 10 films

Robert Homans – 11 films

Cliff Lyons – 9 films, 1 TV épisode

Robert Parrish – 10 films

Chuck Roberson – 9 films, 1 épisode TV

Russell Simpson – 10 films

William Steele – 10 films

Patrick Wayne – 8 films, 2 épisodes TV

Henry Fonda – 9 films

Ed Jones – 9 films

John Qualen – 9 films

Mickey Simpson – 9 films

Pat Somerset – 9 films

Hank Worden – 8 films, 1 épisode TV

Anna Lee – 8 films, 1 épisode TV

Ruth Clifford – 8 films

Mary Gordon – 8 films

James Flavin – 8 films

Ben Hall – 8 films

Chuck Hayward (comme acteur) – 7 films, 1 épisode TV

Harry Strang – 8 films

Carleton Young – 6 films, 2 épisodes TV

Brandon Hurst – 7 films

Fred Libby – 7 films

Jane Darwell – 7 films

Steve Pendleton – 7 films

Si Jenks – 7 films

Charles Seel – 5 films, 2 épisodes TV

Charles Trowbridge – 7 films

Jack Woods – 7 films

Frank Albertson – 6 films

Mimi Doyle – 6 films

Earle Foxe – 6 films

Robert Lowery – 6 films

James A. Marcus – 6 films

Paul McVey – 6 films

Lionel Pape – 6 films

Arthur Shields – 6 films

Charles Tannen – 6 films

Harry Tyler – 5 films, 1 épisode TV

Tom Tyler – 6 films

Jack Walters – 6 films

Liste d'acteur étant apparus cinq fois ou moins dans les films et épisodes télévisés réalisés par John Ford :
| Cinq apparitions - John Big Tree - Berton Churchill - Donald Crisp - Andy Devine - Stepin Fetchit - Shug Fisher - Barry Fitzgerald - Wallace Ford - Ben Johnson - Joe Sawyer - James Stewart - O.Z. Whitehead - Maureen O'Hara - Grant Withers | Quatre apparitions - Charley Grapewin - Donald Meek - Woody Strode - Vera Miles - Slim Summerville - Mildred Natwick | Trois apparitions - Olive Carey - Pedro Armendáriz - Dan Dailey - Paul Fix - Preston Foster - Jeffrey Hunter - Mike Mazurki - Thomas Mitchell - Denver Pyle - Will Rogers - C. Aubrey Smith - Spencer Tracy - Richard Widmark |

L'adhésion à la John Ford Stock Company n'était pas synonyme d'adhésion au cercle social de Ford, en effet, beaucoup d'acteurs de la Stock Company n'ont jamais rencontré Ford en dehors des situations de travail. On peut aussi rajouter à cette liste les scénaristes Dudley Nichols (14 films) et Frank S. Nugent (11 films).